# Jean-Daniel Cadinot
Jean-Daniel Cadinot (10. februar 1944 – 23. april 2008) var en fransk fotograf og pornofilmsinstruktør, der producerede film med homoseksuelt materiale.

## Filmografi
| - Age Tendre et Sexes Droits (1983) - Aime... Comme Minet (1982) - Amour Jaloux (L') (1986) - C'est la Vie (2000) - Chaleurs (1987) - Charmants Cousins (1983) - Classe de Neige (1985) - Corps d'Elite (1993) - Coup de Soleil (1996) - Cours Privés (2002) - Coursier (Le) (1990) - Crash Toujours (1989) - Crescendo (2003) - Cult d'Eros (le) (2009) - Désir en Ballade (Le) (1989) - Désirs Volés (1996) - Deuxième Sous-sol (1987) - Double en Jeu (2000) - Duo de Choc' (2008) - Escalier de Service (1987) - Etat d'Urgence (1998) - Expérience Inédite (L') (1993) - Gamins de Paris (1992) - Garçon Près de la Piscine (Le) (1986) - Garçons d'Etage (1995) - Garçons d'Etage II (1996) - Garçons de Plage (1982) - Garçons de Rêves (1981) - Hammam (2004) - Harem (1984) - Hommes de Chantier (1980) - Hommes Préfèrent les Hommes (Les) (1981) - Insatiable (L') (1997) - Jeu de Pistes (Le) (1984) | - Macadam (1998) - Main au Feu (La) (1989) - Maison Bleue (La) (1992) - Maurice et les Garçons (1994) - Minets de l'Info (Les) (1994) - Minets Sauvages (Les) (1984) - Mon Ami, Mes Amants (2002) - Musée Hom (1994) - Nomades (2005) - Paradisio Inferno (1994) - Pension Complète (1988) - Plaisirs d'Orient (2005) - Pressbook (1996) - Sacré Collège (1983) - Safari City (1999) - Sans Limite (2000) - Séance Particulière (1988) - Scouts (1981) - Secrets de Famille (2004) - Service Actif (1990) - Service Actif II (1991) - Sortie de Secours (1998) - S.O.S. (1999) - Sous le Signe de l'Etalon (1986) - Squat (1999) - Stop (1980) - Stop Surprise (1984) - Subversion (2008) - Techno Boys (1997) - Tequila (1993) - Tendres Adolescents (1980) - Top Models (1985) - Tresors Secrets (2007) - Voyage à Venise (Le) (1986) |